# Gumniska (województwo warmińsko-mazurskie)
Gumniska (niem. Silzkeim) – osada w Polsce położona w województwie warmińsko-mazurskim, w powiecie kętrzyńskim, w gminie Barciany, sołectwo Rodele.
W latach 1975–1998 miejscowość administracyjnie należała do województwa olsztyńskiego.

## Historia
Wieś założono w 1394 roku na 25 włókach. Gumniska lokowane były na prawie chełmińskim i wystawiano tu jedną służbę rycerską.
W roku 1817 w majątku ziemskim Gumniska było 7 domów i 64 mieszkańców oraz 48 mieszkańców w roku 1970.
Majątek ziemski w roku 1913 miał powierzchnię 266 ha. Majątek Gumnniska w roku tym i do roku 1945 należał do A. Brachmera. Po II wojnie światowej utworzono tu PGR, który przed likwidacją jako obiekt produkcyjny należał do Zakładu Rolnego Rodele.